# Djus-Olovtjärnen
Djus-Olovtjärnen är en sjö i Älvdalens kommun i Dalarna och ingår i Dalälvens huvudavrinningsområde.